# دیوید مارتین (بازیکن فوتبال، زاده ۱۹۸۶)
دیوید ادوارد مارتین (انگلیسی: David Edward Martin؛ زادهٔ ۲۲ ژانویهٔ ۱۹۸۶) بازیکن فوتبال اهل انگلستان است.
از باشگاه‌هایی که در آن بازی کرده‌است می‌توان به ویمبلدون، میلتون کینز دونز، لیورپول، آکرینگتون استنلی، لستر سیتی، ترانمره راورز، لیدز یونایتد، دربی کانتی، میلوال و وستهام یونایتد اشاره کرد.